# Эфиопский доллар
Эфиопский доллар, быр — денежная единица Федерации Эфиопии и Эритреи в 1945—1962 годах, Эфиопии в 1962—1976 годах, а также Эритреи в период войны за независимость (1962—1976). Делилась на 100 центов.

## История выпуска
3 октября 1935 года Эфиопии была завоёвана Италией, а 9 мая 1936-го — аннексирована. До этого основной денежной единицей страны был эфиопский талер (до 1931-го — абиссинский). 1 июня 1936 года из трёх итальянских колоний — старых Эритреи и Сомали, а также новой Эфиопии — была образована Итальянская Восточная Африка. Её официальной валютой стала итальянская лира, но продолжали обращаться талеры Марии Терезии, подражания — талеры абиссинский (талари) и эритрейский (таллеро), а также сомалийская лира. С 1938 года в обращении появилась выпущенная специально для региона лира Итальянской Восточной Африки, приравненная к лире итальянской. Банкноты, номинированные в абиссинских талерах и сомалийских лирах, были изъяты из обращения.

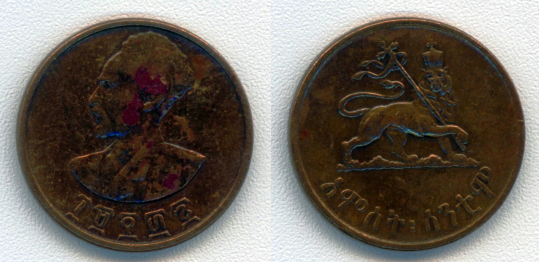
5 центов (сантимов) 1944 года по эфиопскому календарю

В 1940—1941 годах по мере перехода территории Итальянской Восточной Африки под контроль Великобритании вместо лиры на отвоёванных территориях вводился восточноафриканский шиллинг (приравнен к английскому шиллингу, то есть к 1⁄20 фунта стерлингов), а в Эфиопии в дополнение было возобновлено обращение эфиопского талера (талари). Сохранялось обращение талера Марии-Терезии. Использовались также египетский фунт, индийская рупия и фунт стерлингов.
Эфиопия и Эритрея находились под протекторатом британской администрации до 1952 года. В период его действия, 23 июля 1945 года, был выпущен в обращение эфиопский доллар, полностью заменивший восточноафриканский шиллинг и эфиопский талер в феврале 1946 года. 1 новый быр (доллар) = 2 шиллинга = 0,66 старого быра (талари). Номиналы на банкнотах обозначались на двух языках (на английском — доллар, на амхарском — быр).
15 сентября 1952 года Эфиопия и Эритрея вошли в состав независимой федеративной монархии. В 1962 году император Хайле Селассие I упразднил федеративное устройство страны, в результате началась продолжительная война за независимость Эритреи, окончательно завершившаяся только 24 мая 1993 года. В годы войны, 21 сентября 1976 года, Эфиопия заменила эфиопский доллар на эфиопский быр в соотношении 1:1. Прежнее наименование, использованное на банкнотах, на амхарском языке сохранилось, на английском стало писаться как birr

## Монеты

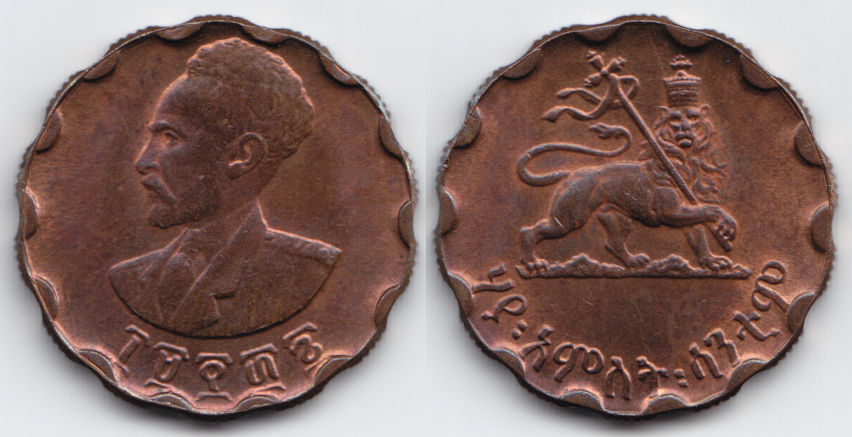
25 сантимов (центов) 1943-1944 гг. На аверсе указан 1936 год по эфиопскому календарю - ፲፱፻፴፮. Монета имеет необычную форму - круг с волнообразным краем.

На монетах годы чеканки указаны по эфиопскому календарю, кроме случаев, отмеченных сокращением «р. х.».
Хайле Селассие I (1930—1974):
- медные монеты:
  - 1 цент, сантим (1936),
  - 5 центов, сантимов (1936),
  - 10 центов, сантимов (1936),
  - 25 центов, сантимов (1936);
- серебряные монеты:
  - 50 центов, сантимов (1936).

Республика:
- алюминиевые монеты:
  - 1 цент (1969);
- латунные монеты:
  - 5 центов (1969),
  - 10 центов (1969);
- медно-никелевые монеты:
  - 25 центов (1969),
  - 50 центов (1969);

Памятные монеты:
- серебряные монеты:
  - 5 долларов (1964),
  - 5 долларов (1972 р. х.);
- золотые монеты:
  - 10 долларов (1958, 1964),
  - 20 долларов (1958),
  - 50 долларов (1958, 1964),
  - 100 долларов (1958, 1964),
  - 200 долларов (1958).

## Банкноты
Годы указаны в соответствии с европейским календарём:
- Государственный банк Эфиопии (банкноты образца 1945 г.): 1, 5, 10, 50, 100, 500 долларов[9];
- Государственный банк Эфиопии (банкноты образца 1961 г.): 1, 5, 10, 20, 50, 100, 500 долларов[10];
- Национальный банк Эфиопии (банкноты образца 1966 г.): 1, 5, 10, 50, 100 долларов[11].